# Thieleman J. van Braght
Thieleman Janszoon van Braght, né le 29 janvier 1625 à Dordrecht et mort le 7 octobre 1664 à Moordrecht, est un anabaptiste néerlandais, auteur du livre le Miroir des Martyrs.

## Biographie
Thieleman J. van Braght est le fils d'un marchand-tisserand. Il exerce un temps la même profession que son père, tout en étudiant la Bible et diverses langues (hébreu, grec, latin, français et allemand). En 1648, il est choisi pour être prédicateur dans sa ville natale et exerce cette fonction pendant 16 ans, jusqu'à sa mort. Très vite, il se fait connaître à travers des prédications de rues dans lesquelles il expose ses visions anabaptistes. Possédant une grande connaissance des Écritures et de l'histoire du christianisme, il se livre aussi à des disputes théologiques avec des protestants, en particulier au sujet du pédobaptême que les anabaptistes réfutent.
Il était un ardent défenseur des principes mennonites, engagé dans des disputes dans les rues, sur les bateaux, ou partout où l'occasion se présentait. L'une de ses disputes les plus connues fut celle qui l'opposa à Gerardus Aemilius, le pasteur réformé d'Oud-Beyerland, principalement au sujet du baptême des enfants. Les connaissances, le savoir et l'habileté de Van Braght dans les Écritures ont été clairement démontrés à cette occasion.
Van Braght joua un rôle important dans les difficultés qui se développèrent aux Pays-Bas vers 1660 entre les mennonites les plus progressistes et les plus conservateurs. Il était complètement du côté des conservateurs. Ceux-ci lui offrirent la charge d'ancien de leur assemblée de Rotterdam, mais il la refusa. À Utrecht, il contribua à démettre de leurs fonctions les prédicateurs les plus progressistes, dont Willem van Maurik. Van Braght fut le président du synode de Leyde de juin 1660, où les mennonites conservateurs s'unirent contre le collégianisme.
En 1657, van Braght publia son School der zedelijke deugd (École de la vertu morale) afin de dissuader les jeunes de mener une vie non vertueuse et de les amener à la véritable crainte de Dieu. Le titre original était De Schole der zedelijcke Deught, geopent voor de kinderen der Christenen. Lors de la huitième édition, le mot "zedelijcke" a été supprimé.
Cependant, c'est sa publication du Miroir des martyrs qui l'a rendu vraiment célèbre. En 1660, après des années de recherches et de travail, il publie cette somme retraçant l'histoire des martyrs chrétiens du Ier au XVIIe siècle. Cet ouvrage parût sous le titre suivant (1685) : Het Bloedig Tooneel of Martelaersspiegel der Doops-gesinde of Weerelose Christenen, Die om 't getuygenis van Jesus haren Salighmaker geleden hebben ende gedood zijn, van Christi tijd af tot desen tijd toe. Versamelt uyt verscheyde geloofweerdige Chronijken, Memorien en Getuygenissen. Bysonder vermeerdert met veele Autentijcke Stucken en over de hondert curieuse Konstplaten. La première édition est parue en 1660, la seconde en 1685 avec des gravures sur cuivre de Jan Luyken. L'avant-propos de la première édition indique que son projet initial était d'imprimer le livre des martyrs de 1631 sans changement, en ajoutant simplement les martyrs qui avaient été découverts depuis cette date ; mais il est allé beaucoup plus loin. Il a recueilli de nombreuses informations dans les archives de la ville et les a utilisées avec succès. Il visita également les assemblées d'Allemagne du Sud ; en mars 1662, il se trouvait à Obersülzheim, près de Worms, dans le Palatinat. Il a ainsi pu remplacer des rapports erronés par des rapports corrects et n'a pas hésité à publier ce qui était jusqu'alors incertain ou inconnu. Pour la partie doctrinale de son ouvrage, il s'est fort inspiré des écrits de Pieter Jansz Twisck, lui-même marié à la petite-fille de Menno Simons.
Selon les critères modernes, sa méthode de travail n'était pas rigoureusement scientifique, car il semble parfois avoir accepté et publié des articles entiers sans en vérifier l'exactitude, engendrant ainsi quelques inexactitudes historiques dans son récit, mais il faut tenir compte du fait qu'à l'époque il n'aurait pas eu tant de facilité à se documenter qu'aujourd'hui et que face au volume énorme de son ouvrage, il n'a pas eu le temps d'en faire l'analyse, étant maladif et craignant parfois de mourir avant la publication de son livre. Ses préférences et ses aversions ont également joué un rôle. Il ne faut pas oublier qu'il écrivait dans le but d'édifier. Mais dans l'ensemble, il peut être considéré comme fiable ; il n'y a nulle part de falsification intentionnelle. Sa fiabilité a été minutieusement établie par feu Samuel Cramer (DB 1899 et 1900). Son ouvrage a rapidement supplanté les livres de martyrs plus anciens. Le Offer des Heeren, publiée pour la première fois en 1562, ainsi que les autres livres de martyrs, n'étaient plus très connus au XVIIIe siècle. Un coup d'œil à la nouvelle édition de l'Offer des Heeren (1904) montre à quel point van Braght s'en est inspiré, mais aussi qu'il l'a modifié de manière indépendante. Le traitement du baptême, par exemple, qu'il a ajouté pour chaque siècle, est très complet et indépendant. Quiconque souhaite obtenir des informations sur nos plus anciens martyrs ne peut se permettre de négliger van Braght, et sera surpris par l'étendue de ses lectures et la fluidité de son style. Cette aisance lui a sans doute valu des heures moins heureuses, puisqu'en 1660, il fut convoqué devant l'Église réformée pour répondre de l'audace de son ton ; mais il sut si bien se défendre que son nom n'en fut que rehaussé.
Van Braght a aussi écrit des cantiques et des poèmes en néerlandais. Son œuvre semble n'avoir jamais été entièrement traduite en français.